# Clusia flavida
Clusia flavida là một loài thực vật có hoa trong họ Bứa. Loài này được (Benth.) Pipoly mô tả khoa học đầu tiên năm 1998.